# Lizzie Crozier French
Margaret Elizabeth Crozier French, née le 7 mai 1851 à Knoxville, dans le Tennessee, morte le 14 mai 1926 à Washington D.C., est une éducatrice américaine, féministe, suffragette et militante pour les réformes sociales.
Lizzie Crozier French fonde en 1885 le Cercle Ossoli, le plus ancien club américain de femmes dans le Sud, puis crée en 1890 l'Union des femmes pour l'éducation et l'industrie, et fait admettre les femmes à l'Université du Tennessee.
Elle est l'une des principales dirigeantes de la lutte pour les droits des femmes dans le Tennessee, et prend une part décisive à l'adoption en août 1920 par cet État du 19e amendement à la Constitution des États-Unis, donnant le droit de vote aux femmes ; la décision du Tennessee formant les trois quarts des États en faveur de cette mesure, cela devient une loi fédérale.

## Biographie

### Jeunesse, mariage
Elizabeth « Lizzie » Crozier naît à Knoxville dans le Tennessee en 1851. Elle est l'une des cinq filles de John H. Crozier et Mary Williams Crozier. Son père est un homme politique membre de la Chambre des représentants du Tennessee de 1837 à 1839, représentant le comté de Knox, puis représentant le 3e district du Congrès du Tennessee à la Chambre des représentants des États-Unis de 1845 à 1849. Lizzie Crozier grandit dans une maison pleine de livres ; elle fait ses études au couvent de la Visitation à Georgetown, puis dans une école épiscopalienne privée pour jeunes femmes à Columbia dans le Tennessee,,.
Son père John H. Crozier soutenant la Confédération des États du Sud pendant la guerre de Sécession, la famille Crozier doit se déplacer plusieurs fois pendant la guerre pour échapper aux forces de l'Union qui gagnent du terrain, puis la famille retourne à Knoxville après la guerre en 1867. Vers 1870, Lizzie Crozier joue aux côtés du futur auteur Frances Hodgson Burnett dans une représentation de la pièce de théâtre She Stoops to Conquer. En 1872, elle épouse William Baxter French, le contrôleur financier du géant de la vente en gros, Cowan, McClung and Company. Son mari meurt 18 mois seulement après leur mariage ; elle ne s'est jamais remariée. Elle en a un enfant, un fils nommé William Williams French,.

### Directrice d'institution, fondatrice du Cercle Ossoli
Passionnée par l'enseignement et l'éducation, Lizzie French voyage beaucoup pour assister à des séminaires et à des formations à travers le pays. En octobre 1885, avec l'aide de ses sœurs, elle rouvre le East Tennessee Female Institute, que son grand-père avait aidé à fonder dans les années 1820, mais qui était fermé depuis la guerre civile. Elle met l'accent sur la prise de parole en public et publie un manuel d'élocution pour ses étudiantes en 1887. Elle est la directrice de l'institution jusqu'en 1890, date d'expiration du bail de l'immeuble. Elle décide alors de se concentrer sur le militantisme politique.
Lizzie French fonde en novembre 1885 le Cercle Ossoli, qui est le premier club féminin dans le Tennessee et va devenir le premier club du sud des États-Unis à rejoindre la Fédération générale des clubs féminins,. Elle a eu l'idée de créer le Cercle Ossoli après avoir visité le Sorosis Women's Club à New York. Le Cercle Ossoli porte le nom de la transcendantaliste et féministe du début du XIXe siècle Margaret Fuller Ossoli.

### Militante, fondatrice de l'Union des femmes et deThe People
Les voyages de Lizzie French dans les États du Nord la confrontent aux philosophies féministes progressistes et suscitent sa prise de conscience consternée sur l'état des droits des femmes au Tennessee, en particulier en ce qui concerne le manque de possibilités éducatives. L'une de ses premières initiatives est de convaincre l'État à autoriser les femmes à fréquenter l'Université du Tennessee. En 1889, elle prononce un discours « agressif » devant l'Association des professeurs de l'État en faveur d'une mesure appelant à l'admission des femmes à l'université. Elle s'oppose au surintendant d'État Frank M. Smith, qui trouve « simplement absurde » l'idée des femmes fréquentant l'université ; malgré cette opposition, elle réussit à faire passer la mesure, et l'université du Tennessee commence à admettre des femmes en 1892.
Elle fonde en 1890 l'Union des femmes pour l'éducation et l'industrie pour promouvoir diverses réformes sociales à Knoxville. Peu près sa fondation, cette association de femmes réussit à convaincre la municipalité d'embaucher une responsable policière pour surveiller les détenues et s'assurer qu'elles restent séparées des hommes. Knoxville est la première ville du Sud à instituer un emploi de ce type. En octobre 1893, l'association crée le Mount Rest Home pour s'occuper des femmes âgées démunies et obtient plus tard des fonds pour une maison de correction et une école industrielle.
Au début des années 1900, le magazine féminin The Delineator mène une enquête et une analyse des lois des États concernant les droits des femmes et classe le Tennessee et la Louisiane aux deux dernières places. Lizzie French décrit la situation des femmes mariées dans l'État comme « ni plus ni moins que celle d'une esclave », soulignant qu'elles n'ont aucun droit sur leurs propres biens ou revenus. Dans un discours prononcé en 1912 devant la Tennessee Bar Association, elle dénonce le favoritisme juridique de l'État en faveur des hommes. Elle exhorte ses auditeurs à « ne pas simplement modifier une loi concernant les femmes ici et là, mais à prendre l'ensemble et à le brûler ».
En 1914, la commission de la ville de Knoxville promulgue une ordonnance qui permettait essentiellement aux prostituées dans certaines parties de la ville d'opérer sans crainte d'être arrêtées. Lizzie French saisit vivement la commission sur cette ordonnance et s'engage dans des discussions avec le maire Samuel G. Heiskell sur le refus de la ville d'arrêter les hommes qui font appel à des prostituées. Pendant cette période, Lizzie French commence à publier un magazine, The People, dont le but est de dénoncer les « chefs de file » corrompus qui dirigent la ville. Elle souligne que le journal n'est pas un guide pour les « dames de la société », déclarant que « vous n'apprendrez pas dans ces colonnes comment beurrer votre pain ou tenir votre fourchette ».

### Droit de vote des femmes

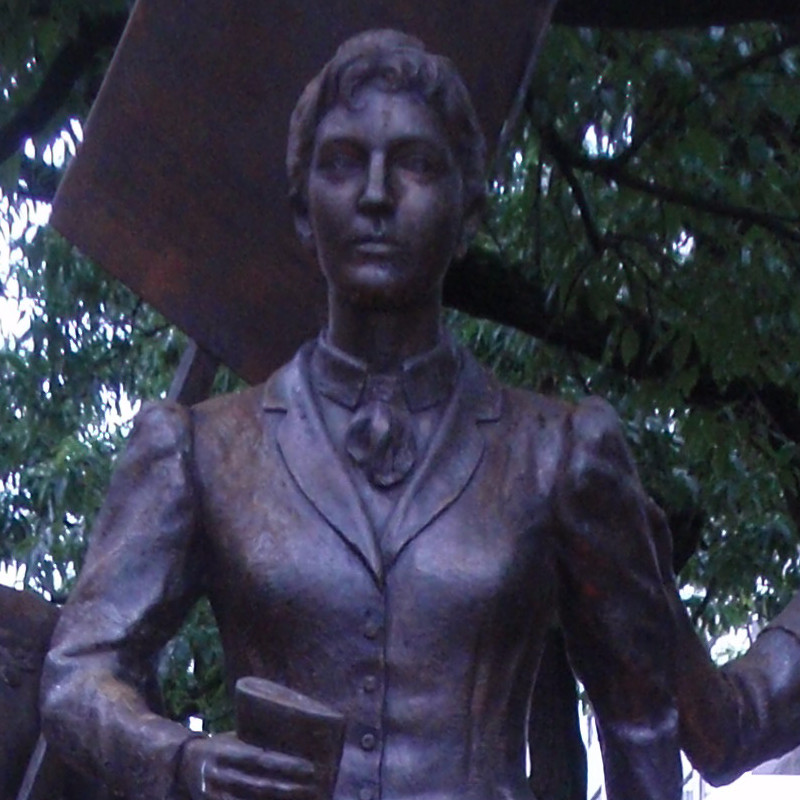
Statue de Lizzie French au centre du mémorial du suffrage des femmes du Tennessee.

Les activités de Lizzie French en faveur du droit de vote des femmes commencent dès les années 1880, lorsqu'elle en parle avec des passants sur la place du marché de Knoxville. Quand le mouvement suffragiste prend de l'ampleur dans les années 1900, elle est élue présidente de la Tennessee Suffrage Association et organise un club d'écriture pour aider les femmes à écrire des lettres aux rédacteurs en chef aux journaux de tout l'État. En 1913, elle s'engage dans un débat largement médiatisé avec Annie Riley Hale, anti-suffragiste de Rogersville, à la National Conservation Exposition au Chilhowee Park de Knoxville.
Quand le Congrès envoie le 19e amendement aux États pour ratification au printemps 1919, Lizzie French passe une grande partie de son temps à Nashville pour faire pression sur les législateurs de l'État. Au moment où la législature se réunit en août 1920 pour examiner l'amendement, trente-cinq États l'avaient déjà ratifié, et l'État du Tennessee est un État clé pour son adoption au plan fédéral. Lizzie French et ses consœurs installent leur siège au Maxwell House Hotel à Nashville, et après une intense campagne de lobbying de sa part, la chambre d'État ratifie l'amendement le 19 août 1920, et l'amendement devient ainsi loi, établissant le droit de vote des femmes.

### Dernières années

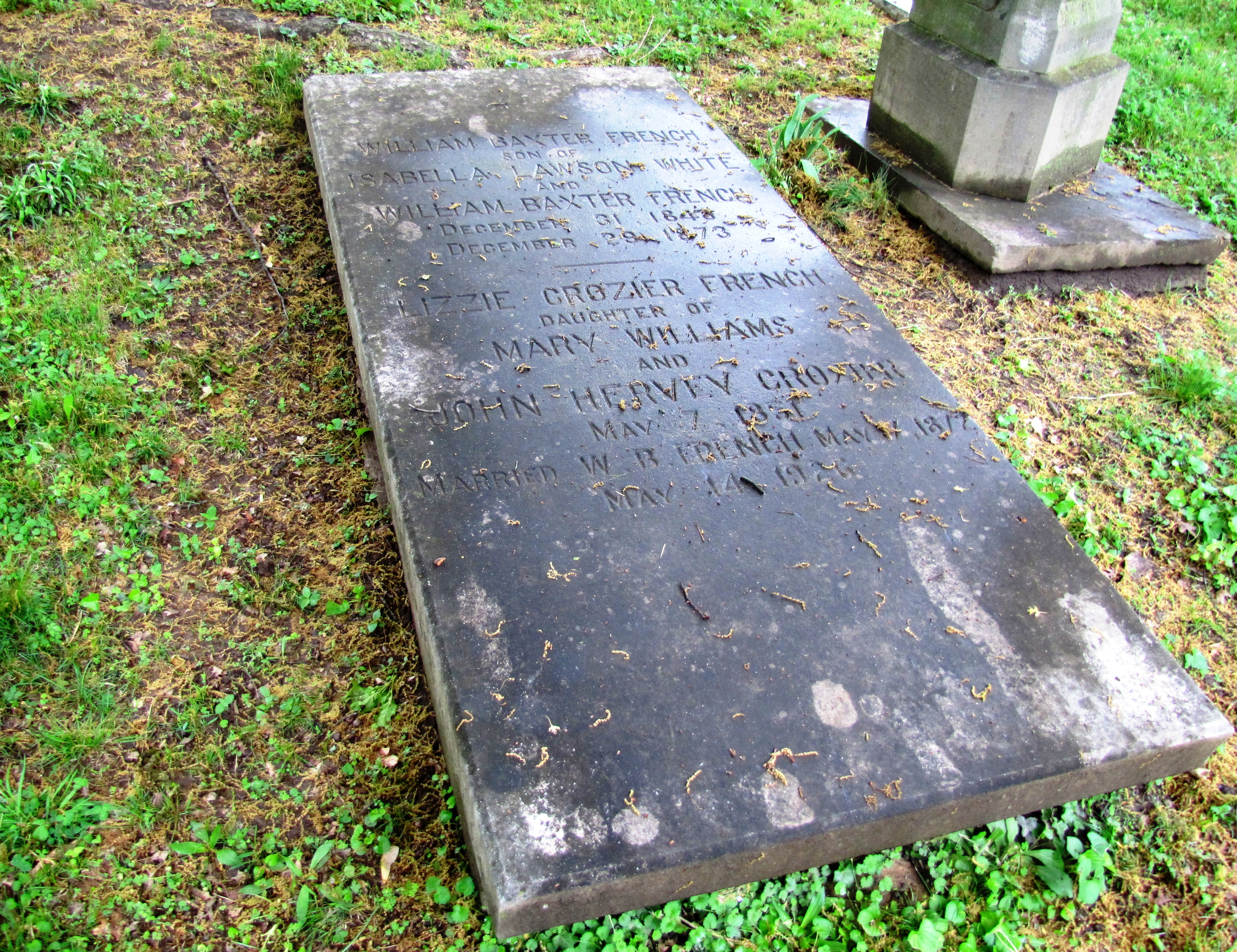
Tombe de Lizzie Crozier French et de son mari, William, au cimetière Old Grey

Lizzie French devient en 1923 la première femme à se présenter aux élections au conseil municipal de Knoxville. Elle fait campagne comme progressiste et avocate des « faibles et des malheureux » ; elle s'engage à juger toute mesure proposée uniquement sur sa « justice ». Mais sa candidature échoue.
Elle est élue en 1924 présidente de la Tennessee Equal Suffrage Association.
Lizzie Crozier French meurt le 14 mai 1926 à Washington, des suites d'une brève maladie. Elle était dans la région de Washington pour assister à une conférence du National Woman's Party à Baltimore et pour faire pression sur le Congrès américain en faveur d'un projet de loi destiné aux travailleuses. Elle est enterrée au cimetière Old Grey de Knoxville.

## Mémorial du suffrage des femmes du Tennessee
Lizzie Crozier French est représentée par une statue en bronze grandeur nature sur le mémorial du suffrage des femmes du Tennessee sur Market Square à Knoxville, Tennessee, avec Anne Dallas Dudley de Nashville et Elizabeth Avery Meriwether de Memphis. La sculpture est d'Alan LeQuire.